# Wilhelm Marschall
Pour les articles homonymes, voir Marschall.
Wilhelm Marschall (30 septembre 1886 à Augsbourg – 20 mars 1976 à Mölln) est un amiral allemand de la Seconde Guerre mondiale.

## Biographie
Marschall est né en 1886 à Augsbourg, alors dans le royaume de Bavière. En 1906, il entre dans la Kaiserliche Marine, la marine impériale allemande, comme aspirant. Durant la Première Guerre mondiale, il sert comme Wachoffizier sur le cuirassé SMS Kronprinz. En 1916, il suit une formation de commandant de U-boot et est capitaine sur les sous-marins UC-74 et UB-105 à la fin de la guerre.
Sous la république de Weimar, il est Vermessungsoffizier (officier d'études) de la Reichsmarine, puis il occupe différentes positions d'état-major. À la fin de 1934, il est capitaine de vaisseau sur le vieux Hessen, puis il devient commandant du cuirassé de poche Admiral Scheer. Nommé contre-amiral en 1936, il rejoint l'Oberkommando der Marine (haut commandement de la Kriegsmarine) où il dirige la division des opérations. Pendant la guerre civile espagnole, il commande les forces navales allemandes au large des côtes d'Espagne. Il est promu amiral et Flottenchef (commandant de la flotte) en 1939.
L'amiral Marschall dirige l'inspection de la formation navale pendant deux ans à partir de l'été 1940 et pendant la première moitié de la Seconde Guerre mondiale. En 1942, il est nommé amiral commandant pour la zone occupée française et remplace Alfred Saalwächter comme commandant du Marinegruppenkommando West (commandement du groupe Ouest de la marine). Le 1er février 1943, il est promu Generaladmiral (amiral-général), mais est remplacé comme commandant de la zone Ouest par Theodor Krancke et retiré du service actif un peu plus tard, au printemps 1943.
Durant le reste de la guerre, Marschall reprend deux fois du service, d'abord comme Sonderbevollmächtigter (mandataire spécial) pour le Danube, et puis comme commandant du Marineoberkommando West peu de temps avant la fin de la guerre. Entre 1945 et 1947, il est détenu comme prisonnier de guerre.
L'amiral Marschall meurt en 1976 à Mölln (Schleswig-Holstein), en Allemagne de l'Ouest, à presque 90 ans. Il est enterré au Nordfriedhof de Kiel.